# 25 Live
25 Live fue una gira de conciertos del cantante y compositor inglés George Michael, la de mayor éxito comercial de 2006-2007 en Europa.
La gira recaudó más de $ 200 millones, con comentarios positivos de los críticos musicales. Contó con 106 conciertos en 41 países y con una asistencia mundial total de unos 2 millones de personas.

## Historia

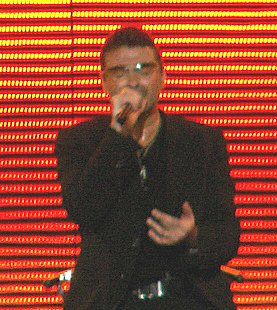
Michael en una presentación)

Fue la primera gira de George Michael en más de 15 años. La gira, recorriendo para 50 fechas, se inició en Barcelona, España el 23 de septiembre y fue originalmente para terminarse en el Wembley Arena en Londres, Inglaterra en diciembre, pero-debido a la gran respuesta de los aficionados-continuó en 2007, que prevé más conciertos en toda Europa, concluyendo en Belfast. La gira se describe como "una celebración de sus 25 años de carrera en la música", y fue acompañado por un álbum de Grandes Éxitos, lanzado a finales de 2006. La noticia de la gira llegó en medio de especulaciones creciente de los medios sobre la vida personal de Michael, en particular, su consumo de drogas y su vida sexual. Tras el éxito del manga de otoño, más presentaciones nuevas se agregaron para el verano de 2007, en grandes arenas y estadios. Sophie Ellis-Bextor fue anunciada como el acto de apoyo para 6 de los 8 conciertos de Reino Unido. Ella no abriría el show en el estadio de Wembley ya que George va a ser el primer artista en tocar en el nuevo estadio.
El 25 de marzo de 2008, una tercera etapa de la gira 25 LIVE fue anunciada para América del Norte. Esta etapa incluyó 21 fechas en Estados Unidos y Canadá. Esta fue la primera gira de Michael de América del Norte en 17 años. La gira coincidió con el 1 de abril de 2008, lanzamiento de su nuevo álbum de Grandes Éxitos.
La gira terminó con dos conciertos en el Earls Court en Londres llamadas The Final Two. los fanes de Wham! reconocerán la referencia al último concierto de Wham! en el Wembley Arena en Londres en 1986, The Final. Otro concierto final se anunciará más adelante. El concierto se celebró en Copenhague, Dinamarca, el 30 de agosto y se llamó The Final One. Fechas en Australia se agregaron en noviembre de 2009, con escalas en Perth, Sídney, y más tarde Melbourne en febrero/marzo de 2010.

## Venta de entradas
La venta de entradas en el Reino Unido y Europa han sido muy rápidas. Dentro de dos horas la venta inicial fue de 240.000 boletos que fueron llevados por los fanáticos ansiosos. Primero fueron vendidas en el Reino Unido las entradas para el concierto en la Wembley Arena de Londres y Earls Court, así como la NEC Arena de Birmingham y la MEN Arena de Mánchester. La amplia capacidad del concierto de Mánchester Evening News Arena se agotaron los boletos en cuestión de minutos, y las dos fechas del 25 Live que se agregaron en el lugar fueron vendidas por la hora del almuerzo. Para satisfacer la demanda, 14 conciertos fueron agregados a la gira, incluyendo tres conciertos adicionales sólo en Londres. Las fechas de George Michael alrededor de Europa fueron recibidas con igual entusiasmo extraordinario. En Noruega, las entradas en el show de Oslo en el Spektrum se agotaron en una hora y media. En Copenhague, 49.000 entradas se agotaron en la sede del Parken en sólo 3 horas. El primer concierto de Róterdam en Ahoy Arena se agotaron en tan sólo 6 minutos, y las entradas en segundos ya se vieron desaparecer en 16 minutos. De hecho, un tercer show de Róterdam ha sido añadido por la demanda popular de que también se agotaron en 16 minutos. Esta respuesta sin precedentes se ha destacado como la mejor venta de boletos jamás experimentada por Barrie Marshall, cuya sede promocional es Londres, Marshall Arts Limited, ha estado promoviendo espectáculos durante 30 años. 47 fechas de la gira europea de George Michael comienzan el 23 de septiembre en Barcelona, que culmina con cuatro fechas en el Wembley Arena de Londres.
La gira 25 Live rompió varios registros de venta de entradas, sobre todo en Copenhague. 	
El concierto de Michael en The Parken Stadium ha vendido más de 50.000 entradas en la cuestión de minutos, rompiendo el anterior récord de ventas de boletos en el lugar, anteriormente en manos de U2.
En América del Norte, aunque la venta de entradas no fue rápida como lo fue en Europa, cada lugar se agotó en el tiempo del concierto. Durante un período de 25 horas durante la semana previa al concierto de Los Ángeles, el 25 de junio de 2008, los boletos se vendieron por un precio promocional de $25.00 dólares en la celebración del cumpleaños de George Michael, el 25 de junio de 1963.
Todas las entradas para el concierto del The Final Two en Londres, Inglaterra y el concierto de The Final One en Dinamarca, donde se agotaron en dos horas.
La venta de entradas para el manga de Australia también se vendieron a paso ligero, los conciertos en Perth con 25.000 asientos en el Burswood Dome y 42.000 asientos del Sydney Football Stadium, ambos agotaron sus ventas.

## The Finals

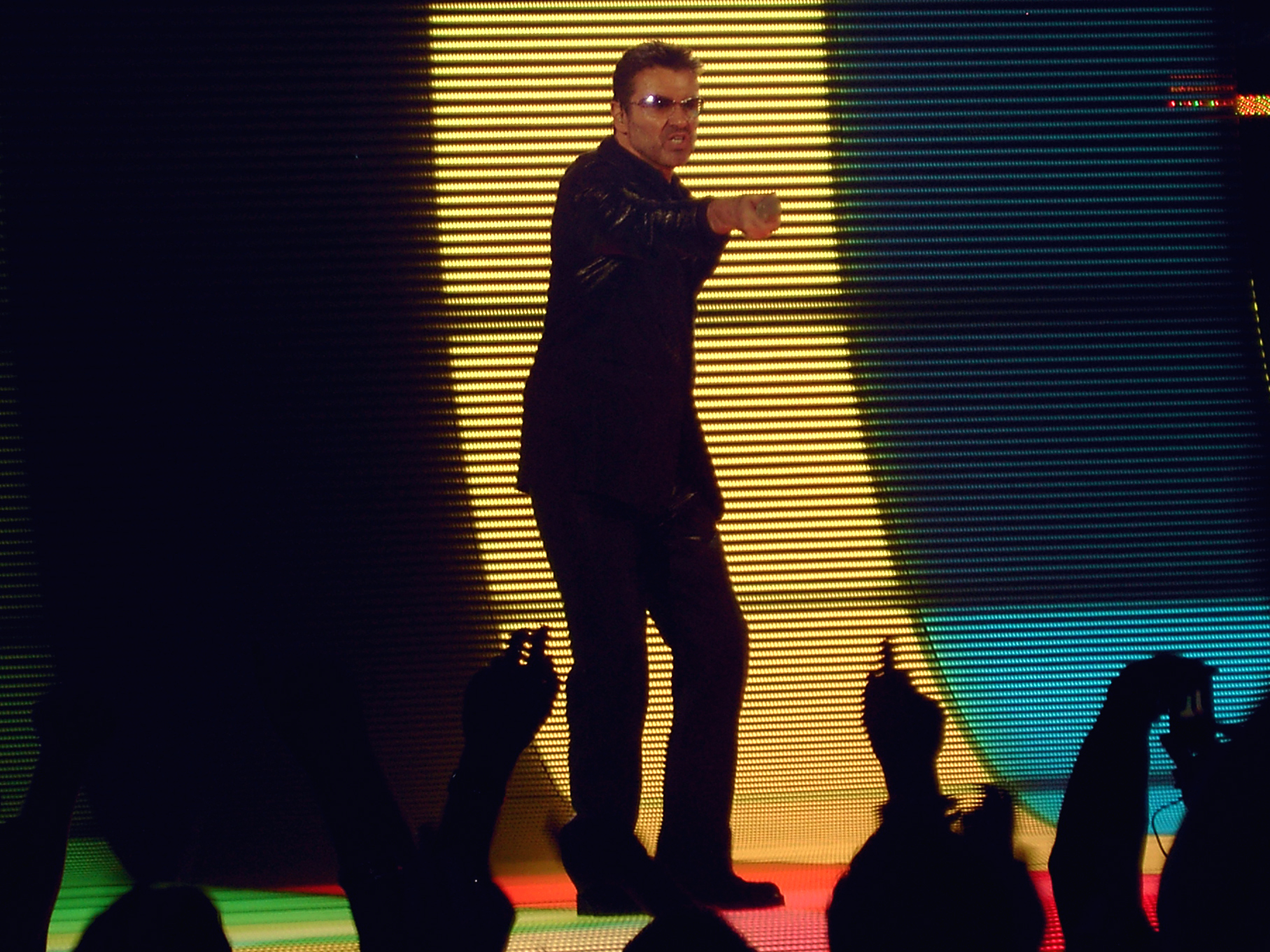
George Micahel en vivo

El 11 de junio de 2008 2 fechas se han añadido, tituladas "The Two Final", que tendrá lugar en Earls Court, Londres el 24 de agosto y 25 de agosto de 2008. Estos conciertos serán filmados para un próximo lanzamiento de 25 Live en DVD.
El 30 de junio de 2008 George Michael anuncia un último concierto en Copenhague, en el Parken Stadium de Copenhague el 30 de agosto. Esta actuación, titulada "The Final One", donde le permitirá a Michael dar las gracias a sus leales fanes, no sólo en Escandinavia, sino también en toda Europa.
El 1 de noviembre de 2008 George Michael anuncia otro último concierto. Esta vez se llevará a cabo en el Zayed Sports City Stadium el 1 de diciembre de 2008 en Abu Dhabi, Emiratos Árabes Unidos. Será el primer evento que se celebrará en el nuevo estadio y se ha anunciado como el mayor concierto jamás celebrado en los Emiratos Árabes Unidos. También es su primer concierto en el Medio Oriente. El evento también ayudar a lanzar las celebraciones del Día Nacional y un gran espectáculo al aire libre de fuegos artificiales, rayos láser se proyecta dar a los aficionados una experiencia espectacular e inolvidable.
Estos conciertos serán la última vez, en que George Michael se embarcará en una extensa gira.

## Temas interpretados

### Setlist del primer manga
1. "Waiting (Reprise)"
2. "Flawless (Go to the City)"
3. "Fastlove"
4. "Father Figure"
5. "Star People '97"
6. "The First Time Ever I Saw Your Face"
7. "Praying For Time"
8. "Too Funky"
9. "You Have Been Loved"
10. "Everything She Wants"
11. "My Mother Had a Brother"
12. "Shoot the Dog" 
Break
13. "Faith"
14. "Spinning The Wheel"
15. "Jesus to a Child"
16. "An Easier Affair"
17. "A Different Corner"
18. "Amazing"
19. "I'm Your Man"
20. "Outside
Encore
21. "Careless Whisper"
22. "Freedom 90"

### Setlist del segundo manga
1. "Waiting (Reprise)"
2. "Flawless (Go to the City)"
3. "Fastlove"
4. "Precious Box"
5. "Father Figure"
6. "Everything She Wants"
7. "Ticking"
8. "Praying For Time"
9. "Too Funky"
10. "Star People"
11. "Shoot the Dog" 
Break
12. "Faith"
13. "Spinning The Wheel"
14. "An Easier Affair"
15. "Jesus To A Child"
16. "Amazing"
17. "I'm Your Man"
18. "Outside"
Encore
19. "Careless Whisper"
20. "Freedom 90"

### Setlist del tercer manga
1. "Waiting (Reprise)"
2. "Fastlove"
3. "I'm Your Man"
4. "The First Time Ever I Saw Your Face"
5. "Father Figure"
6. "Hard Day"
7. "Everything She Wants"
8. "One More Try"
9. "A Different Corner"
10. "An Easier Affair"
11. "Too Funky"
12. "Star People '97"  
Break
13. "Faith"
14. "Feeling Good"
15. "Roxanne"
16. "Spinning The Wheel"
17. "Kissing a Fool"
18. "Amazing"
19. "Flawless (Go to the City)"
20. "Outside
21. "Praying For Time"
Encore
22. "Careless Whisper"
23. "Freedom 90"

### Setlist Final
1. "Waiting (Reprise)"
2. "Fastlove"
3. "I'm Your Man"
4. "Father Figure"
5. "You Have Been Loved"
6. "Everything She Wants"
7. "Precious Box"
8. "One More Try"
9. "Jesus To A Child"
10. "An Easier Affair"
11. "Too Funky"
12. "Shoot the Dog"  
Break
13. "Faith"
14. "Spinning the Wheel"
15. "Feeling Good"
16. "Roxanne"
17. "My Mother Had a Brother"
18. "Kissing a Fool"
19. "Amazing"
20. "Flawless (Go to the City)"
21. "Fantasy"
22. "Outside"
Encore
23. "Careless Whisper"
24. "Freedom 90"

## Destinos de la gira

### Europa
| Fecha                    | Ciudad             | País           | Lugar               |
| ------------------------ | ------------------ | -------------- | ------------------- |
| 23 de septiembre de 2006 | Barcelona          | España         | Palau Sant Jordi    |
| 26 de septiembre de 2006 | Madrid             | España         | Palacio de Deportes |
| 29 de septiembre de 2006 | Toulouse           | Francia        | Zenith de Toulouse  |
| 30 de septiembre de 2006 | Toulon             | Francia        | Zenith Omega        |
| 2 de octubre de 2006     | Lyon               | Francia        | Halle Tony Garnier  |
| 5 de octubre de 2006     | Milán              | Italia         | Forum Milano        |
| 6 de octubre de 2006     | Milán              | Italia         | Forum Milano        |
| 9 de octubre de 2006     | París              | Francia        | Bercy               |
| 10 de octubre de 2006    | París              | Francia        | Bercy               |
| 13 de octubre de 2006    | Amneville-Metz     | Francia        | Galaxie             |
| 14 de octubre de 2006    | Stuttgart          | Alemania       | Schleyerhalle       |
| 16 de octubre de 2006    | Leipzig            | Alemania       | Arena Leipzig       |
| 17 de octubre de 2006    | Oberhausen         | Alemania       | Oberhausen Arena    |
| 20 de octubre de 2006    | Gotemburgo         | Suecia         | Scandinavium        |
| 21 de octubre de 2006    | Oslo               | Noruega        | Oslo Spektrum       |
| 22 de octubre de 2006    | Estocolmo          | Suecia         | Globen              |
| 25 de octubre de 2006    | Fráncfort del Meno | Alemania       | Festhalle           |
| 26 de octubre de 2006    | Zúrich             | Suiza          | Hallenstadion       |
| 29 de octubre de 2006    | Múnich             | Alemania       | Olympiahalle        |
| 1 de noviembre de 2006   | Róterdam           | Holanda        | Ahoy                |
| 2 de noviembre de 2006   | Róterdam           | Holanda        | Ahoy                |
| 4 de noviembre de 2006   | Róterdam           | Holanda        | Ahoy                |
| 6 de noviembre de 2006   | Berlín             | Alemania       | Velodrom            |
| 7 de noviembre de 2006   | Hamburgo           | Alemania       | Color Line Arena    |
| 9 de noviembre de 2006   | Mannheim           | Alemania       | SAP Arena           |
| 11 de noviembre de 2006  | Copenhague         | Dinamarca      | Parken              |
| 13 de noviembre de 2006  | Colonia            | Alemania       | Cologne Arena       |
| 14 de noviembre de 2006  | Amberes            | Bélgica        | Sports Paleis       |
| 17 de noviembre de 2006  | Mánchester         | Reino Unido    | MEN Arena           |
| 18 de noviembre de 2006  | Mánchester         | Reino Unido    | MEN Arena           |
| 21 de noviembre de 2006  | Mánchester         | Reino Unido    | MEN Arena           |
| 22 de noviembre de 2006  | Glasgow            | Reino Unido    | SECC Arena          |
| 25 de noviembre de 2006  | Londres            | Reino Unido    | Earls Court         |
| 26 de noviembre de 2006  | Londres            | Reino Unido    | Earls Court         |
| 28 de noviembre de 2006  | Londres            | Reino Unido    | Earls Court         |
| 2 de diciembre de 2006   | Birmingham         | Reino Unido    | NEC Arena           |
| 3 de diciembre de 2006   | Birmingham         | Reino Unido    | NEC Arena           |
| 4 de diciembre de 2006   | Birmingham         | Reino Unido    | NEC Arena           |
| 7 de diciembre de 2006   | Dublín             | Irlanda        | The Point           |
| 8 de diciembre de 2006   | Dublín             | Irlanda        | The Point           |
| 11 de diciembre de 2006  | Londres            | Reino Unido    | Wembley Arena       |
| 12 de diciembre de 2006  | Londres            | United Kingdom | Wembley Arena       |
| 14 de diciembre de 2006  | Londres            | Reino Unido    | Wembley Arena       |
| 15 de diciembre de 2006  | Londres            | Reino Unido    | Wembley Arena       |

### Europa #2
| Fecha               | Ciudad           | País            | Lugar                      |
| ------------------- | ---------------- | --------------- | -------------------------- |
| 12 de mayo de 2007  | Coímbra          | Portugal        | Estádio Cidade de Coimbra  |
| 18 de mayo de 2007  | Aarhus           | Dinamarca       | NRGi Park                  |
| 19 de mayo de 2007  | Aarhus           | Dinamarca       | NRGi Park                  |
| 23 de mayo de 2007  | Budapest         | Hungría         | Stadium Puskás Ferenc      |
| 25 de mayo de 2007  | Bratislava       | Eslovaquia      | Inter Football Stadium     |
| 28 de mayo de 2007  | Sofía            | Bulgaria        | Lokomotiv Stadium          |
| 31 de mayo de 2007  | Bucarest         | Rumanía         | Lia Manoliu                |
| 2 de junio de 2007  | Praga            | República Checa | Strahov Stadium            |
| 6 de junio de 2007  | Dublín           | Irlanda         | RDS Arena                  |
| 7 de junio de 2007  | Dublín           | Irlanda         | RDS Arena                  |
| 9 de junio de 2007  | Londres          | Reino Unido     | Wembley Stadium            |
| 10 de junio de 2007 | Londres          | Reino Unido     | Wembley Stadium            |
| 12 de junio de 2007 | Norwich          | Reino Unido     | Carrow Road                |
| 15 de junio de 2007 | Mánchester       | Reino Unido     | City of Manchester Stadium |
| 17 de junio de 2007 | Glasgow          | Reino Unido     | Hampden Park               |
| 19 de junio de 2007 | Plymouth         | Reino Unido     | Home Park                  |
| 22 de junio de 2007 | St. Denis, París | Francia         | Stade de France            |
| 23 de junio de 2007 | Werchter         | Bélgica         | Werchter Open Air Park     |
| 26 de junio de 2007 | Ámsterdam        | Holanda         | Amsterdam ArenA            |
| 29 de junio de 2007 | Estocolmo        | Suecia          | Globe Arena                |
| 1 de julio de 2007  | Helsinki         | Finlandia       | Hartwall Arena             |
| 5 de julio de 2007  | Moscú            | Rusia           | Olympisky Stadium          |
| 6 de julio de 2007  | Moscú            | Rusia           | Olympisky Stadium          |
| 9 de julio de 2007  | Kiev             | Ucrania         | Olympic Stadium            |
| 11 de julio de 2007 | Varsovia         | Polonia         | Służewiec                  |
| 13 de julio de 2007 | Viena            | Austria         | Stadthalle                 |
| 15 de julio de 2007 | Núremberg        | Alemania        | EasyCredit-Stadion         |
| 17 de julio de 2007 | Padua            | Italia          | Stadio Plebiscito          |
| 19 de julio de 2007 | Lucca            | Italia          | Stadio Porta Elisa         |
| 21 de julio de 2007 | Roma             | Italia          | Stadio Olimpico            |
| 26 de julio de 2007 | Atenas           | Grecia          | OAKA                       |
| 4 de agosto de 2007 | Belfast          | Reino Unido     | Odyssey Arena              |

### Norteamérica
| Fecha               | Ciudad          | País           | Lugar                             |
| ------------------- | --------------- | -------------- | --------------------------------- |
| 17 de junio de 2008 | San Diego       | Estados Unidos | San Diego Sports Arena            |
| 19 de junio de 2008 | San José        | Estados Unidos | HP Pavilion                       |
| 21 de junio de 2008 | Las Vegas       | Estados Unidos | MGM Grand Garden Arena            |
| 22 de junio de 2008 | Phoenix         | Estados Unidos | U.S. Airways Center               |
| 25 de junio de 2008 | Los Ángeles     | Estados Unidos | The Forum (Inglewood, California) |
| 27 de junio de 2008 | Anaheim         | Estados Unidos | Honda Center                      |
| 2 de julio de 2008  | Seattle         | Estados Unidos | KeyArena                          |
| 4 de julio de 2008  | Vancouver       | Canadá         | General Motors Place              |
| 7 de julio de 2008  | Saint Paul      | Estados Unidos | XCEL Energy Center                |
| 9 de julio de 2008  | Chicago         | Estados Unidos | United Center                     |
| 13 de julio de 2008 | Dallas          | Estados Unidos | American Airlines Center          |
| 14 de julio de 2008 | Houston         | Estados Unidos | Toyota Center                     |
| 17 de julio de 2008 | Toronto         | Canadá         | Air Canada Centre                 |
| 18 de julio de 2008 | Montreal        | Canadá         | Bell Centre                       |
| 21 de julio de 2008 | Nueva York      | Estados Unidos | Madison Square Garden             |
| 23 de julio de 2008 | Nueva York      | Estados Unidos | Madison Square Garden             |
| 26 de julio de 2008 | Filadelfia      | Estados Unidos | Wachovia Center                   |
| 27 de julio de 2008 | Boston          | Estados Unidos | TD Banknorth Garden               |
| 29 de julio de 2008 | Washington      | Estados Unidos | Verizon Center                    |
| 31 de julio de 2008 | Atlanta         | Estados Unidos | Philips Arena                     |
| 2 de agosto de 2008 | Tampa           | Estados Unidos | Times Forum                       |
| 3 de agosto de 2008 | Fort Lauderdale | Estados Unidos | BankAtlantic Center               |

### The Finals
| Fecha                  | Ciudad     | País                   | Lugar                     |
| ---------------------- | ---------- | ---------------------- | ------------------------- |
| 24 de agosto de 2008   | Londres    | Reino Unido            | Earls Court               |
| 25 de agosto de 2008   | Londres    | Reino Unido            | Earls Court               |
| 30 de agosto de 2008   | Copenhague | Dinamarca              | Parken Stadium            |
| 1 de diciembre de 2008 | Abu Dhabi  | Emiratos Árabes Unidos | Zayed Sports City Stadium |

## Recepción de la crítica
La gira internacional recibió críticas positivas, con elogios por la lista y toda la producción del espectáculo.

## Datos
- 25 Live Tour cuenta por primera vez con una pantalla led de 3000 piezas utilizadas.
- 25 Live Tour cuenta con un muro de tres dimensiones de vídeo. La pantalla de video no es sólo un telón de fondo en el escenario, también se encuentra en la superficie del escenario. Paul McCartney utilizó un concepto similar en su 2005 US Tour.
- 25 Live Tour cuenta por primera vez con el seguimiento del movimiento del artista junto al vídeo.
- 25 Live Tour cuenta por primera vez con 490 canales de frecuencia que se transmiten a la mesa de mezclas de audio, produciendo un sonido dinámico, un rico sonido para la presentación.
- 25 Live Tour cuenta por primera vez con imágenes en pantalla que propicia a la presentaion de los músicos.

## Trivia
- El 31 de diciembre de 2006 George Michael recibió $ 3 millones para un concierto privado de 75 minutos en Moscú, Rusia, que lo convirtió en el artista mejor pagado en la historia de Rusia.[1]
- George Michael se convirtió en el primer artista de música para tocar en el nuevo Estadio de Wembley cuando tocó dos shows en el recinto el 9 de junio de 2007 y 10 de junio de 2007 durante su gira 25 Live.[2]
- Durante su concierto en Sofía, Bulgaria, George Michael dedica a las enfermeras búlgaras tratadas por el VIH en Libia.[3]
- El 17 de junio de 2008 George Michael lanzó el partido de ida de NA en su gira mundial final felicitando por los legisladores para legalizar el matrimonio gay en California.[4]
- El 25 de junio de 2008, durante el concierto de Los Ángeles, George celebra su cumpleaños 45. La banda tocó "Feliz Cumpleaños", mientras que Bo Derek se subió al escenario con un enorme pastel de cumpleaños.
- El 27 de julio de 2008, el concierto de George Michael en el TD Banknorth Garden en Boston, Massachusetts se retrasó una media horas, debido a las condiciones climáticas y retrasos en los vuelos. Más tarde se disculpó por el retraso ya pesar de la demora, toco por 3 horas.